# Крещенка (Северо-Казахстанская область)
Крещенка (каз. Крещенка) — село в районе Шал акына Северо-Казахстанской области Казахстана. Административный центр Юбилейного сельского округа. Код КАТО — 595655100.
Расположено в 65 км к югу от районного центра — города Сергеевка, на левом берегу реки Ишим.

## История
Основано в 1898 году переселенцами из Черниговской и Полтавской губерний. В 1930 году был организован колхоз «Новый труд», в 1960 году село стало центральной усадьбой совхоза «Юбилейный». В 1996 году на базе совхоза было организовано коллективное предприятие «Юбилейное».

## Население
В 1999 году население села составляло 720 человек (352 мужчины и 368 женщин). По данным переписи 2009 года, в селе проживал 501 человек (246 мужчин и 255 женщин).